# يحيى بلعسكري
يحيى بلعسكري (1952-) هو صحفي وروائي وكاتب قصة قصيرة جزائري، ولد في وهران.

## سيرة ذاتية
درس علم الاجتماع، وأصبح مسؤولا عن الموارد البشرية في عدة شركات جزائرية، ثم اتجه إلى الصحافة، واستقر في فرنسا بعد مرور سنة على أحداث 5 أكتوبر 1988.
يطرح من خلال أعماله المتمثلة في مجموعة مقالات ودراسات وقصص قصيرة، نظرةً نقدية موسومةً بنزوع إنساني عميق حول تاريخ الجزائر وفرنسا والعلاقات الصراعية بين هذين البلدين، بالإضافة إلى مشاركته في بحوث وأبحاث حول ذاكرة البحر الأبيض المتوسط.
ألف بلعسكري أربع روايات وحاز على جائزتين أدبيتين، بدأ العمل كصحفي في راديو فرنسا الدولي في 2004.

## مؤلفات
ألف بلعسكري أربع روايات، تدور روايته الثانية «إذا كنت تبحث عن المطر، فهو يأتي من الأعلى» حول الحرب الأهلية الجزائرية في التسعينيات، أما روايته الثالثة «ليلة طويلة من الغياب» فتدور حول إسبان مؤيدين للجمهورية هاجروا إلى الجزائر في 1939، وروايته الرابعة «أبناء النهار» فتستند إلى نتائج الغزو الفرنسي للجزائر (1830-1847).

### روايات
- «الحافلة في المدينة - (بالفرنسية: Le bus dans la ville)»‏.[6]
- «إذا كنت تبحث عن المطر، فهو يأتي من الأعلى - (بالفرنسية: Si tu cherches la pluie, elle vient d'en haut)»‏، 2010.[7]
- «ليلة طويلة من الغياب - (بالفرنسية: Une longue nuit d'absence)»‏، 2012.[8]
- «أبناء النهار - (بالفرنسية: Les fils du jour)»‏، 2014.[9]

### قصص قصيرة
- «آخر أخبار فغونسافخيك - (بالفرنسية: Dernières nouvelles de la Françafrique)»‏، 2003.[10]

- «الجذور الأفريقية - (بالفرنسية: Ancrage africain)»‏، الجزائر، 2009.[11]

- «أطفال الكرة: أخبار من إفريقيا، أخبار كرة القدم - (بالفرنسية: Enfants de la balle : nouvelles d'Afrique, nouvelles de foot)»‏، 2010، باريس.[12]

- «الجزائر 50 - (بالفرنسية: Algéries 50)»‏، 2012، باريس.[13]

- «الجزائر: نهضة الحروف، ولادة جديدة للكلمات - (بالفرنسية: Algérie : la nahda des lettres, la renaissance des mots)»‏، 2015، باريس.[14]

- «أهل التنوير: جمع الأخبار لفهم مجتمعاتنا - (بالفرنسية: Le peuple des lumières : recueil de nouvelles pour comprendre nos sociétés)»‏، هيفيلرز، 2015.[15]

- «طفولة في الحرب: من الجزائر 1954-1962 - (بالفرنسية: Une enfance dans la guerre : Algérie 1954-1962)»‏، سان بورسين سورسيول سانت اورسن دي سيولا، 2016.[16]

- «ليلة طويلة من الغياب - (بالفرنسية: Une longue nuit d'absence)».
- عشرون سنة، فيما بعد، (أربع قصص وحكاية).
- الفضائل الفاحشة، بالاشتراك مع كبير مصطفى عمي.
- تمازغا الفرنكوفونية، تحت إدارة بوسعد بريشي.
- قصة الأدب المغاربي.
- ماتيس في طنجة، جامعي في وهران.
- أزهار على القبور.
- كيف أحكي الجزائر. قصة خيانة.

### أخرى
- «خالد - (بالفرنسية: Khaled)»‏، باريس، 1995.[17]
- «التطرف في أوروبا: الوضع الراهن في عام 1998 - (بالفرنسية: Les extrémismes en Europe : état des lieux en 1998)»‏، لاتور دايج، 1998.[18]
- «اختبار عقد: الجزائر والفنون والثقافة 1992-2002 - (بالفرنسية: L'épreuve d'une décennie : Algérie, arts et culture, 1992-2002)»‏، باريس، 2004.[19]
- «الفرنسيون المغاربيون والجمهورية - (بالفرنسية: Les Franco-Maghrébins et la République)»‏، سانت دينيس، 2007.[20]
- «لماذا كامو؟ - (بالفرنسية: Pourquoi Camus?)»‏، باريس، 2013.[21]
- «هايتي بالحروف والصور - (بالفرنسية: Haïti, en lettres et en images)»‏، دلماس، 2015.[22]

## جوائز
فاز بلعسكري بجائزة (بالفرنسية: Ouest-France - Etonnants voyageurs) في مهرجان "Étonnants voyageurs" للكتاب في 2011 في سان مالو عن رواية «إذا كنت تبحث عن المطر، فهو يأتي من الأعلى». وفي عام 2015 فاز بجائزة Prix littéraire Beur FM Méditerranée من بور أف أم عن عمل «أبناء النهار».